# Big Ten Conference 2018 (pallavolo)
La Big Ten Conference 2018 si è svolta dal 19 settembre al 24 novembre 2018: al torneo hanno partecipato 14 squadre universitarie statunitensi e la vittoria finale è andata per la terza volta alla Minnesota.

## Regolamento
È prevista una stagione regolare che vede le quattordici formazioni impegnate disputare un totale di venti incontri ciascuna; parallelamente vengono disputati anche degli incontri extra-conference contro formazioni appartenenti ad altre conference o non affiliate ad alcuna di esse, dando vita a due classifiche separate, una relativa alla Big Ten Conference ed una totale.
- La squadra vincitrice della Big Ten Conference si qualifica automaticamente al torneo NCAA, occupando uno dei 32 posti che spettano di diritto alle squadre vincitrici delle rispettive conference;
- Le altre squadre concorrono alla qualificazione al torneo NCAA attraverso la classifica totale, che assegna i restanti 32 posti alle migliori squadre, sulla base del rapporto tra vittorie e sconfitte, che non abbiano ottenuto la qualificazione automatica.

## Squadre partecipanti
| Club           | Nickname        | Stagione | Città          | Impianto                  | Stagione precedente                                           |
| -------------- | --------------- | -------- | -------------- | ------------------------- | ------------------------------------------------------------- |
| Illinois       | Fighing Illini  | Dettagli | Urbana         | Huff Hall                 | 5ª in Big Ten Conference; Sweet Sixteen in NCAA Divisione I   |
| Indiana        | Hoosiers        | Dettagli | Bloomington    | The University Gymnasium  | 13ª in Big Ten Conference                                     |
| Iowa           | Hawkeyes        | Dettagli | Iowa City      | Carver-Hawkeye Arena      | 10ª in Big Ten Conference                                     |
| Maryland       | Terrapins       | Dettagli | College Park   | Xfinity Center            | 10ª in Big Ten Conference                                     |
| Michigan       | Wolverines      | Dettagli | Ann Arbor      | Cliff Keen Arena          | 7ª in Big Ten Conference; Primo turno in NCAA Divisione I     |
| Michigan State | Spartans        | Dettagli | East Lansing   | Jenison Field House       | 4ª in Big Ten Conference; Elite Eight in NCAA Divisione I     |
| Minnesota      | Golden Gophers  | Dettagli | Minneapolis    | Sports Pavilion           | 3ª in Big Ten Conference; Sweet Sixteen in NCAA Divisione I   |
| Nebraska       | Cornhuskers     | Dettagli | Lincoln        | Bob Devaney Sports Center | Vincitrice Big Ten Conference; Vincitrice NCAA Divisione I    |
| Northwestern   | Wildcats        | Dettagli | Evanston       | Welsh-Ryan Arena          | 12ª in Big Ten Conference                                     |
| Ohio State     | Buckeyes        | Dettagli | Columbus       | St. John Arena            | 9ª in Big Ten Conference                                      |
| Penn State     | Nittany Lions   | Dettagli | State College  | Rec Hall                  | Vincitrice Big Ten Conference; Semifinali in NCAA Divisione I |
| Purdue         | Boilermakers    | Dettagli | West Lafayette | Holloway Gymnasium        | 5ª in Big Ten Conference; Secondo turno in NCAA Divisione I   |
| Rutgers        | Scarlet Knights | Dettagli | New Brunswick  | College Avenue Gymnasium  | 14ª in Big Ten Conference                                     |
| Wisconsin      | Badgers         | Dettagli | Madison        | Wisconsin Field House     | 7ª in Big Ten Conference; Sweet Sixteen in NCAA Divisione I   |

## Campionato

### Regular season

#### Classifica
| Pos. | Squadra        | Conference | Conference | Conference | Conference | Overall | Overall | Overall | Overall |
| Pos. | Squadra        | Pt         | G          | V          | P          | Pt      | G       | V       | P       |
| ---- | -------------- | ---------- | ---------- | ---------- | ---------- | ------- | ------- | ------- | ------- |
| 1.   | Minnesota      | .950       | 20         | 19         | 1          | .892    | 28      | 25      | 3       |
| 2.   | Illinois       | .850       | 20         | 17         | 3          | .903    | 31      | 28      | 3       |
| 3.   | Nebraska       | .750       | 20         | 15         | 5          | .800    | 30      | 24      | 6       |
| 3.   | Wisconsin      | .750       | 20         | 15         | 5          | .785    | 28      | 22      | 6       |
| 5.   | Penn State     | .700       | 20         | 14         | 6          | .766    | 30      | 23      | 7       |
| 6.   | Purdue         | .600       | 20         | 12         | 8          | .741    | 31      | 23      | 8       |
| 7.   | Michigan       | .550       | 20         | 11         | 9          | .718    | 32      | 23      | 9       |
| 8.   | Maryland       | .450       | 20         | 9          | 11         | .563    | 32      | 18      | 14      |
| 9.   | Indiana        | .350       | 20         | 7          | 13         | .516    | 31      | 15      | 16      |
| 9.   | Iowa           | .350       | 20         | 7          | 13         | .484    | 31      | 15      | 16      |
| 11.  | Northwestern   | .300       | 20         | 6          | 14         | .500    | 32      | 16      | 16      |
| 12.  | Michigan State | .250       | 20         | 5          | 15         | .515    | 33      | 17      | 16      |
| 13.  | Ohio State     | .150       | 20         | 3          | 17         | .375    | 32      | 12      | 20      |
| 14.  | Rutgers        | .000       | 20         | 0          | 20         | .182    | 33      | 6       | 27      |

      In NCAA Division I come vincitrice di Conference
      In NCAA Division I attraverso la classifica totale

## Premi individuali
| Premio                       | Giocatrice                              | Squadra            |
| ---------------------------- | --------------------------------------- | ------------------ |
| Player of the Year           | Samantha Seliger-Swenson                | Minnesota          |
| Freshman of the Year         | Jonni Parker                            | Penn State         |
| Setter of the Year           | Jordyn Poulter Samantha Seliger-Swenson | Illinois Minnesota |
| Defensive player of the Year | Kendall White                           | Penn State         |
| Coach of the Year            | Hugh McCutcheon                         | Minnesota          |
| All-Big Ten First Team       | Alison Bastianelli                      | Illinois           |
| All-Big Ten First Team       | Jordyn Poulter                          | Illinois           |
| All-Big Ten First Team       | Jacqueline Quade                        | Illinois           |
| All-Big Ten First Team       | Erika Pritchard                         | Maryland           |
| All-Big Ten First Team       | Carly Skjodt                            | Michigan           |
| All-Big Ten First Team       | Regan Pittman                           | Minnesota          |
| All-Big Ten First Team       | Stephanie Samedy                        | Minnesota          |
| All-Big Ten First Team       | Samantha Seliger-Swenson                | Minnesota          |
| All-Big Ten First Team       | Mikaela Foecke                          | Nebraska           |
| All-Big Ten First Team       | Kenzie Maloney                          | Nebraska           |
| All-Big Ten First Team       | Lauren Stivrins                         | Nebraska           |
| All-Big Ten First Team       | Jonni Parker                            | Penn State         |
| All-Big Ten First Team       | Kendall White                           | Penn State         |
| All-Big Ten First Team       | Sherridan Atkinson                      | Purdue             |
| All-Big Ten First Team       | Blake Mohler                            | Purdue             |
| All-Big Ten First Team       | Madison Duello                          | Wisconsin          |
| All-Big Ten First Team       | Sydney Hilley                           | Wisconsin          |
| All-Big Ten First Team       | Dana Rettke                             | Wisconsin          |
| All-Big Ten Second Team      | Ashlyn Fleming                          | Illinois           |
| All-Big Ten Second Team      | Deyshia Lofton                          | Indiana            |
| All-Big Ten Second Team      | Taylor Louis                            | Iowa               |
| All-Big Ten Second Team      | Jenna Lerg                              | Michigan           |
| All-Big Ten Second Team      | Alexis Hart                             | Minnesota          |
| All-Big Ten Second Team      | Taylor Morgan                           | Minnesota          |
| All-Big Ten Second Team      | Adanna Rollins                          | Minnesota          |
| All-Big Ten Second Team      | Kaitlyn Hord                            | Penn State         |
| All-Big Ten Second Team      | Bryanna Weiskircher                     | Penn State         |
| All-Big Ten Freshman Team    | Paige Jones                             | Michigan           |
| All-Big Ten Freshman Team    | Caroline McGraw                         | Minnesota          |
| All-Big Ten Freshman Team    | Adanna Rollins                          | Minnesota          |
| All-Big Ten Freshman Team    | Nicklin Hames                           | Nebraska           |
| All-Big Ten Freshman Team    | Callie Schwarzenbach                    | Nebraska           |
| All-Big Ten Freshman Team    | Kaitlyn Hord                            | Penn State         |
| All-Big Ten Freshman Team    | Jonni Parker                            | Penn State         |

## Classifica finale
| Pos | Squadra        | Qualificazione       |
| --- | -------------- | -------------------- |
| 1   | Minnesota      | NCAA Division I 2018 |
| 2   | Illinois       | NCAA Division I 2018 |
| 3   | Nebraska       | NCAA Division I 2018 |
| 3   | Wisconsin      | NCAA Division I 2018 |
| 5   | Penn State     | NCAA Division I 2018 |
| 6   | Purdue         | NCAA Division I 2018 |
| 7   | Michigan       | NCAA Division I 2018 |
| 8   | Maryland       |                      |
| 9   | Indiana        |                      |
| 9   | Iowa           |                      |
| 11  | Northwestern   |                      |
| 12  | Michigan State |                      |
| 13  | Ohio State     |                      |
| 14  | Rutgers        |                      |